# فيكتوريا آشر
فيكتوريا آشر (بالإنجليزية: Victoria Asher)‏ هي موسيقية أمريكية، ولدت في 20 يناير 1984.

## وصلات خارجية
- فيكتوريا آشر على موقع IMDb (الإنجليزية)
- فيكتوريا آشر على موقع ميوزك برينز (الإنجليزية)
- فيكتوريا آشر على موقع أول ميوزيك (الإنجليزية)
- فيكتوريا آشر على موقع ديسكوغز (الإنجليزية)